# Araeopteron acidalica
Araeopteron acidalica är en fjärilsart som beskrevs av George Francis Hampson 1910. Araeopteron acidalica ingår i släktet Araeopteron och familjen nattflyn. Inga underarter finns listade i Catalogue of Life.